# Betsy Rawls
Pour les articles homonymes, voir Rawls.
Betsy Rawls, née le 4 mai 1928 à Spartanburg (États-Unis) et morte le 21 octobre 2023 à Lewes (États-Unis), est une golfeuse professionnelle américaine. Intégrant le circuit LPGA en 1951 un an après sa création, elle devient l'une des meilleures golfeuses du circuit dans les années 1950 et 1960 en remportant huit tournois majeurs et 55 victoires sur le circuit LPGA.

## Biographie
Betsy Rawls est la fille de Robert Miller et de Mary Earle Rawls. Elle naît à Spartanburg en Caroline du Sud et emménage à Arlington dans le Texas en 1940. Elle obtient un diplôme au « Lovelady High School » puis intègre en 1946 le « North Texas Agricultural College (en) » en se spécialisation dans la physique. Forte de son travail reconnu dans la matière, elle intègre par la suite l'Université du Texas à Austin en sortant diplômée en 1950.
Parallèlement à ses études, elle s'adonne au golf à partir de l'âge de 17 ans. Amateure, elle remporte ces années-là le Trans-National, le Broadmoor Invitational et à deux reprises le Texas Amateur en 1949 et 1950. ELle. Elle est également toute proche d'être la première amateure à remporter le prestigieux tournoi de l'Open Américain de 1950 puisque seule la professionnelle Babe Zaharias la devance pour remporter le titre.
Forte de ses succès amateurs, Betsy Rawls  décide de devenir professionnelle de golf à partir de la saison 1951 et intègre le circuit de la LPGA nouvellement un an auparavant. Elle remporte son premier tournoi de LPGA cette même année à l'Open de Sacramento, le premier d'une liste de 55 titres incluant huit tournois majeurs. Elle devient ainsi l'une des grandes golfeuses des années 1950 et 1960, et est première de la Money List de la LPGA en 1952 et 1959, finissant à neuf reprises dans le top 10 de cette liste annuelle.
De 1961 à 1962, elle devient présidente de la LPGA. En 1967, toujours en activité, elle intègre avec cinq autres golfeuses le temple de la renommée de la LPGA lors de l'inauguration de cette dernière, qui succède à son intégration au World Golf Hall of Fame en 1960.
Elle met un terme à sa carrière professionnelle de golfeuse en 1975 et devient directrice de tournoi sur le LPGA Tour, dont celui du « McDonald's LPGA Championship » entre 1987 et 2004 qui se dispute au DuPont Country Club de Wilmington dans le Delaware. En 1996, elle obtient le Bob Jones Award, grand honneur accordé par la United States Golf Association en reconnaissance de son esprit sportif distingué dans le domaine du golf professionnel.

## Palmarès

### Victoires professionnelles
| N° | Date       | Circuit principal | Tournoi          | Score           | Par | Marge   | Finaliste                        |
| -- | ---------- | ----------------- | ---------------- | --------------- | --- | ------- | -------------------------------- |
|    | 24/04/1951 | LPGA              | Open américain   | 73-71-74-75=293 | + 5 | 5 coups | Louise Suggs                     |
|    | 21/06/1952 | LPGA              | Western Open     |                 |     |         | Betty Jameson                    |
|    | 28/07/1953 | LPGA              | Open américain   | 75-78-74-75=302 | + 6 | Playoff | Jackie Pung                      |
|    | 29/06/1957 | LPGA              | Open américain   | 74-74-75-76=299 | + 7 | 6 coups | Patty Berg                       |
|    | 06/07/1959 | LPGA              | Championnat LPGA | 76-68-69-75=288 | - 8 | 1 coup  | Patty Berg                       |
|    | 16/08/1959 | LPGA              | Western Open     | 70-76-76-71=293 | - 1 | 4 coups | Patty Berg JoAnne Gunderson      |
|    | 23/07/1960 | LPGA              | Open américain   | 76-73-68-75=292 | + 4 | 1 coup  | Joyce Ziske                      |
|    | 27/07/1969 | LPGA              | Championnat LPGA | 71-72-79-71=293 | + 1 | 4 coups | Carol Mann Susie Maxwell Berning |